# هراچیا هاکوبیان (هنرپیشه)
هراچیا واچیکی هاکوبیان (Հրաչյա Վաչիկի Հակոբյան؛ زادهٔ ۱۵ ژوئیهٔ ۱۹۸۰) یک سیاستمدار و بازیگر اهل ارمنستان است که از تاریخ ۲۰۱۸ تا تاریخ ۲۰۲۶ سمت نمایندگی دوره‌های ششم تا هشتم مجلس ملی جمهوری ارمنستان را برعهده داشت.

## زندگی‌نامه
در ۱۵ ژوئیه ۱۹۸۰ در ایروان به دنیا آمد و از انستیتو دولتی سینما و تئاتر ایروان فارغ‌التحصیل شد.  وی برادر آنا هاکوبیان همسر نخست‌وزیر فعلی ارمنستان نیکول پاشینیان می‌باشد.